# Les Grands-Chézeaux
Les Grands-Chézeaux é uma comuna francesa na região administrativa da Nova Aquitânia, no departamento de Alto Vienne. Estende-se por uma área de 13.51 km². Em 2010 a comuna tinha 248 habitantes (densidade: 18,4 hab./km²).